# 拉克 (北卡羅萊納州)
拉克（英語：Luck）是位於美國北卡羅萊納州麥迪遜縣的非建制地區。

## 歷史
拉克的郵局於1895年設立，其後於1953年停運。

## 地理
拉克所處的海拔為高於海平面779米（即2556英呎），而該地所採用的時區為UTC-5，即北美东部时区（EST）。同時該地設有夏令時間，為UTC-5調快一小時，即UTC-4（EDT）。